# Heart of Gold (森重樹一のアルバム)
『Heart of Gold』（ハート・オブ・ゴールド）は、森重樹一の2枚目のオリジナル・アルバム。1997年11月21日に日本コロムビアから発売された。

## 内容
- 森重樹一 with EXILES名義でのリリース。レコーディングには神田和幸や白浜球、宮脇“JOE”知史らが参加。
- 「18を過ぎて」は白浜の「25の時」のカバー曲。
- 森重自身もインタビューやライブでのMCで、自分の作品の中でもかなり気に入っているアルバムだと発言している。

## 収録曲
| 全作詞・作曲: 森重樹一（※特記以外）。 |                                                                           |                       |                       |      |
| #                                     | タイトル                                                                  | 作詞                  | 作曲・編曲            | 時間 |
| 1.                                    | 「Till The End」                                                          | 森重樹一（※特記以外） | 森重樹一（※特記以外） | 3:50 |
| 2.                                    | 「がんじがらめ」                                                          | 森重樹一（※特記以外） | 森重樹一（※特記以外） | 4:20 |
| 3.                                    | 「STRENGTH」(日本パソコン学院「アビバ」CMソング)                          | 森重樹一（※特記以外） | 森重樹一（※特記以外） | 4:35 |
| 4.                                    | 「ANGELIA」                                                               | 森重樹一（※特記以外） | 森重樹一（※特記以外） | 3:39 |
| 5.                                    | 「Heart of Gold」                                                         | 森重樹一（※特記以外） | 森重樹一（※特記以外） | 5:45 |
| 6.                                    | 「立ち盡くす時」(※作詞・作曲: 森重樹一、白浜球)                           | 森重樹一（※特記以外） | 森重樹一（※特記以外） | 4:38 |
| 7.                                    | 「壊れた価値観」                                                          | 森重樹一（※特記以外） | 森重樹一（※特記以外） | 4:46 |
| 8.                                    | 「Don't Rain on My Heart」                                                | 森重樹一（※特記以外） | 森重樹一（※特記以外） | 4:11 |
| 9.                                    | 「風の吹くまま」(※作詞・作曲: 森重樹一、神田和幸)                         | 森重樹一（※特記以外） | 森重樹一（※特記以外） | 4:54 |
| 10.                                   | 「SAD… (Album Version)」                                                  | 森重樹一（※特記以外） | 森重樹一（※特記以外） | 5:43 |
| 11.                                   | 「18を過ぎて」                                                            | 森重樹一（※特記以外） | 森重樹一（※特記以外） | 3:32 |
| 12.                                   | 「Blowin' Free」(テレビ東京系「開運!なんでも鑑定団」エンディング・テーマ) | 森重樹一（※特記以外） | 森重樹一（※特記以外） | 5:32 |
| 合計時間:                             | 合計時間:                                                                 | 55:25                 |                       |      |